# Зубкі-Дуже
Зубкі-Дуже (пол. Zubki Duże) — село в Польщі, у гміні Черневиці Томашовського повіту Лодзинського воєводства.
Населення — 164 особи (2011).
У 1975-1998 роках село належало до Пйотрковського воєводства.

## Демографія
Демографічна структура станом на 31 березня 2011 року:
|          | Загалом | Допрацездатний вік | Працездатний вік | Постпрацездатний вік |
| -------- | ------- | ------------------ | ---------------- | -------------------- |
| Чоловіки | 78      | 22                 | 53               | 3                    |
| Жінки    | 86      | 16                 | 50               | 20                   |
| Разом    | 164     | 38                 | 103              | 23                   |